# 権現山 (山口市)
権現山（ごんげんやま）は、山口県山口市熊野町にある標高40mの山。名前の由来は、山頂に熊野権現を祭る熊野神社が存在するため。詩人・中原中也縁の山としても知られる。

## アクセス
- JR山口線湯田温泉駅から徒歩20分